# Пиньялзинью (Санта-Катарина)
Пиньялзинью (порт. Pinhalzinho)  —  муниципалитет в Бразилии, входит в штат Санта-Катарина. Составная часть мезорегиона Запад штата Санта-Катарина. Входит в экономико-статистический  микрорегион Шапеко. Население составляет 13 600 человек на 2006 год. Занимает площадь 128,298 км². Плотность населения — 106,0 чел./км².

## История
Город основан 7 декабря 1960 года.

## Статистика
- Валовой внутренний продукт на 2003 составляет 146.998.425,00 реалов (данные: Бразильский институт географии и статистики).
- Валовой внутренний продукт на душу населения на 2003 составляет 11.282,40 реалов (данные: Бразильский институт географии и статистики).
- Индекс развития человеческого потенциала на 2000 составляет 0,826 (данные: Программа развития ООН).

## География
Климат местности: субтропический.